# Kia Tasman
Kia Tasman — среднеразмерный пикап южнокорейской корпорации Kia Motors, выпуск которого намечен на 2025 год. Он основан на каркасном шасси и оснащён четырёхцилиндровыми бензиновыми и турбодизельными двигателями Smartstream. 
Впервые автомобиль был представлен 29 октября 2024 года на  Международном автосалоне в Джидде, в Саудовской Аравии и Хобарте, Тасмания. 

## Этимология
Название Tasman автомобиль получил в честь Тасманова моря, расположенного между Австралией и Новой Зеландией. По словам представителей Kia, название было выбрано ввиду важности австралийского и новозеландского рынков для автомобиля.

## Описание
Сборка Kia Tasman организована в Южной Корее, а одним из основным рынков сбыта стал австралийский. Как заявила корпорация Kia Motors, Tasman станет «самым австралийским автомобилем», который она когда-либо разрабатывала. Подразделение Kia Australia заявило о своём активном участии в разработке пикапа Tasman и нацелилось занять около 10% пикапов в Австралии по мере начала продаж Kia Tasman.
Конкурентами Kia Tasman являются Ford Ranger, Isuzu D-Max, Mitsubishi Triton, Nissan Navara и Toyota Hilux. Масса автомобиля 3 тонны, а грузоподъёмность — около 1 тонны.
Название «Tasman» было подтверждено в апреле 2024 года, до первой официальной презентации Kia Tasman 23 апреля 2024 года, когда подразделение Kia Australia опубликовало изображения автомобиля, покрытого камуфляжной плёнкой, разработанной Ричардом Бойдом-Данлопом.